# Wilson Township (comté de DeWitt, Illinois)
Pour les articles homonymes, voir Wilson Township et Wilson.
Wilson Township est un township du comté de DeWitt dans l'Illinois, aux États-Unis.

## Source de la traduction
- (en) Cet article est partiellement ou en totalité issu de l’article de Wikipédia en anglais intitulé « Wilson Township, DeWitt County, Illinois » (voir la liste des auteurs).